# Eudarcia
Eudarcia is een geslacht van vlinders van de familie van de Meessiidae. De wetenschappelijke naam voor dit geslacht is voor het eerst voorgesteld door James Brackenridge Clemens  in een publicatie uit 1860.

## Soorten
- E. abchasicum (Zagulajev, 1979)
- E. ajpetrica Budashkin & Bidzilya, 2018
- E. alanyacola Gaedike, 2011
- E. alberti (Amsel, 1957)
- E. albocapitata Gaedike, 2020
- E. alvearis (Meyrick, 1919)
- E. alludens (Meyrick, 1919)
- E. anaglypta (Meyrick, 1892)
- E. argyrophaea (Forbes, 1931)
- E. armatum (Gaedike, 1985)
- E. atlantica Henderickx, 1995
- E. aureliani (Căpușe, 1967)
- E. balcanicum (Gaedike, 1988)
- E. bicolorella (Forbes, 1931)
- E. brachyptera (Passerin d'Entreves, 1974)
- E. caucasica (Zagulajev, 1978)
- E. celidopa (Fletcher, 1933)
- E. cocosensis (Davis, 1994)
- E. confusella (Heydenreich, 1851)
- E. cornea Roh & Byun, 2019
- E. creticola Gaedike, 2019
- E. croaticum (Petersen, 1962)
- E. cuniculata (Meyrick, 1919)
- E. daghestanica (Zagulajev, 1993)
- E. dalmaticum (Gaedike, 1988)
- E. deferens (Meyrick, 1927)
- E. defluescens (Meyrick, 1934)
- E. derrai (Gaedike, 1983)
- E. diarthra (Meyrick, 1919)
- E. dierli Gaedike, 2019
- E. echinatum (Petersen & Gaedike, 1985)
- E. egregiellum (Petersen, 1973)
- E. eunitariaeella (Chambers, 1873)
- E. fasciata (Staudinger, 1880)
- E. fibigeri Gaedike, 1997
- E. forsteri (Petersen, 1964)
- E. gallica (Petersen, 1962)
- E. gwangneungensis Roh & Byun, 2019
- E. glaseri (Petersen, 1967)
- E. gracilis (Petersen, 1968)
- E. graecum (Gaedike, 1985)
- E. granulatella (Zeller, 1852)
- E. haliplancta (Meyrick, 1927)
- E. hedemanni (Rebel, 1899)
- E. hellenica Gaedike, 2007
- E. herculanella (Căpușe, 1966)
- E. holtzi (Rebel, 1902)
- E. ignara (Meyrick, 1922)
- E. ignorata Bidzilya, Budashkin & Gaedike, 2016
- E. incincta (Meyrick, 1919)
- E. isoploca (Meyrick, 1919)
- E. kasyi (Petersen, 1971)
- E. kimmeriella Budashkin & Bidzilya, 2018
- E. lakoniacola Gaedike, 2020
- E. lamprodeta (Meyrick, 1919)
- E. lapidicolella (Herrich-Schäffer, 1854)
- E. lattakianum (Petersen, 1968)
- E. leopoldella (O. G. Costa, 1836)
- E. lobata (Petersen & Gaedike, 1979)
- E. longiphalla Roh & Byun, 2019
- E. microptera Dominguez, 1996
- E. melitensis Gaedike & Zerafa, 2010
- E. mensella (Walsingham, 1900)
- E. montanum (Gaedike, 1985)
- E. moreae (Petersen & Gaedike, 1983)
- E. nerviella (Amsel, 1954)
- E. nigraella (Mariani, 1937)
- E. oceanica Bippus, 2020
- E. orbiculidomus Sakai & Saiusa, 1999
- E. ornata Gaedike, 2000
- E. pagenstecherella (Hübner, 1825) - Ringlijnmot
- E. palanfreella Baldizzone & Gaedike, 2004
- E. petrologa (Meyrick, 1919)
- E. plumella (Walsingham, 1892)
- E. prolongata Xiao & Li, 2009
- E. protograpta (Meyrick, 1935)
- E. pulchra Gaedike, 2019
- E. richardsoni (Walsingham, 1900)
- E. romanum (Petersen, 1968)
- E. rutjani Budashkin & Bidzilya, 2018
- E. sacculata (Gozmány, 1968)
- E. sardoa (Passerin d'Entreves, 1978)
- E. saucropis (Meyrick, 1911)
- E. saxatilis Bidzilya, Budashkin & Gaedike, 2016
- E. servilis (Meyrick, 1914)
- E. similidentata Xiao & Li, 2009
- E. simulatricella Clemens, 1860
- E. sinjovi Gaedike, 2000
- E. subtile (Petersen, 1973)
- E. sutteri Gaedike, 1997
- E. tetraonella (Walsingham, 1897)
- E. tischeriella (Walsingham, 1897)
- E. topoliacola Gaedike, 2021
- E. turcica Gaedike, 1997
- E. vacriensis (Parenti, 1964)
- E. verkerki Gaedike & Henderickx, 1999
- E. zagulajevi Budashkin & Bidzilya, 2018